# Al-Quwwāt al-Baḥriyya al-Lībiyya
Le Al-Quwwāt al-Baḥriyya al-Lībiyya (in arabo  القوات البحرية الليبية‎?), ossia "Forze marittime libiche", sono la Marina militare della Libia.
La marina libica fu istituita nel novembre 1962, con gli ufficiali formati dai britannici al Dartmouth Naval College della Royal Navy, e le prime navi da guerra furono due dragamine ex-britannici. La Marina militare libica è sempre stata la minore delle forze armate libiche ed ha sempre dovuto dipendere da fonti straniere per equipaggiamento, ricambi ed addestramento. Il suo compito principale è quello di difendere le coste del paese avvalendosi di fregate missilistiche, corvette e pattugliatori. Le dogane e la polizia portuale, precedentemente separate, furono annesse alla marina nel 1970.

## Storia
la prima unità non costiera fu la corvetta Tobruk consegnata nel 1966. Successivamente furono acquistate 3 vedette danesi della classe Soloven, per i libici classe Susa, poi dotate nel 1983 di missili SS-12 in Italia.
La prima unità di squadra fu la fregata Dat Assawari, ordinata prima della rivoluzione, costruita nei cantieri inglesi Vosper Thornycroft.
Per quanto il numero del personale non fu mai elevato rispetto alle altre armi, la marina libica a metà degli anni ottanta era nel pieno del suo potenziale, comprendente un battaglione di Fanteria di marina. Vennero acquistati molti mezzi da vari fornitori, tra cui Italia, Francia, Unione Sovietica.
Tra le navi acquisite negli anni dal 1970 al 1986 si hanno:
- 6 Sottomariniclasse Foxtrot
- 6 Minisommergibili classe Mala, jugoslavi, biposto
- 1 fregata Dat Assawari[2] - costruita in Gran Bretagna sulla falsariga delle fregate Type 21 ma senza elicotteri, ammodernata in Italia[1] con missili Aspide in un lanciatore quadruplo e missili OTOMAT.
- 2 fregate classe Koni - Di costruzione sovietica armate con 4 missili Styx, 2 missili SA-N-4, 4 cannoni da 76mm in 2 torri binate, 4 cannoni da 30mm in 2 torrette binate, 2 lanciasiluri da 406 mm, 1 mortaio antisommergibile e 20 mine[3] disarmata nei primi anni novanta[1]
- 4 corvette classe Assad[4] della Fincantieri, con 1 cannone da 76/62mm, 2 cannoni Oerlikon-OTO da 35/90mm, 4 Missili OTOMAT, 2 lanciasiluri tripli tipo MK 32 per siluri da 324mm e predisposizioni per mine, disarmate[1].
- 4 corvette classe Nanuchka, con 4 missili SS-N-2 Styx al posto degli SS-N-9 Siren, missili SA-N-4 e artiglierie[3] (una affondata, la Ain Zaquit ed un'altra severamente danneggiata durante la battaglia della Sirte del 1986)[1]
- 10 motocannoniere missilistiche classe Combattante II, con 4 missili OTOMAT e 1 cannone da 76 mm[1].
- 12 motocannoniere classe Osa, con 4 missili Styx e 4 cannoni da 30
- 3 motocannoniere classe Susa, con 16 missili SS-12 e 2 cannoni da 40[3]
- 3 LST classe Polnocny[1][3]
- 1 LSD

Navi di altro tipo:
- 2 navi da sbarco PSB700 francesi
- 4 mezzi da sbarco C107 turchi, denominati classe Al Idrissi[3]
- 1 nave da sbarco con bacino Zeltin[1]
- 6 dragamine-posamine Natja
- 2 traghetti con capacità di posamine

La formazione del personale era garantita dall'Accademia navale di Janzur e dalla scuola specialisti di Tobruk, con assistenza di istruttori militari greci ed italiani che hanno rimpiazzato quelli russi.

## Operatività
A tutto il 2006 lo stato di conservazione dei mezzi navali è alquanto precario, e già nel 1993 buona parte delle navi acquistate in occidente era non operativo a causa del prolungato embargo dovuto alla strage di Lockerbie. Di conseguenza il personale era stato ridotto dagli 8.000 circa della metà degli anni ottanta ai 4.000 del 2006.
Sono ancora operative:
- alcune delle Osa II - delle 12 originarie, una affondata da aerei statunitensi, 7 in riserva[3]
- 2 Fregate classe Koni
- 2 corvette classe Nanuchka
- 9 motocannoniere missilistiche classe Combattante II (2 operative a spese delle altre utilizzate come serbatoio di pezzi di ricambio[1])
- 9 dragamine-posamina Natja (5 operativil)
- 3 LST classe Polnocny
- 3 mezzi da sbarco tipo C107

Varie unità ausiliarie
La componente aeronavale della marina libica, forte di 500 uomini, è garantita in collaborazione con l'aeronautica militare, e si compone di due squadriglie di elicotteri, una basata a El Ghardabia e dotata di elicotteri antisom Mil Mi-14 Haze, e l'altra con compiti di ricerca e soccorso, basata su elicotteri Aerospatiale Super Frelon ed Alouette basati a Tripoli e Misurata.

## Evoluzione
Nel marzo 2009 la Libia ha siglato con la Russia per la fornitura di tre corvette missilistiche medie Molniya, chiamate anche Tarantul-3.

## Guerra civile
Praticamente tutta la forza navale libica è stata azzerata durante la guerra civile libica, in buona parte affondata all'ancora, ma alcune unità hanno provato a forzare il blocco navale delle unità NATO, venendo distrutte nel tentativo. Il 28 marzo una piccola squadra di navi libiche, guidata dal pattugliatore Vittoria affiancato da 2 battelli minori è stata affrontata vicino a Misurata da forze statunitensi; un pattugliatore P-3 Orion, ha colpito il Vittoria con missili AGM-65F Maverick danneggiandolo gravemente; l'azione è stata proseguita da un aereo A-10 Thunderbolt II che ha colpito i due battelli col cannone distruggendone uno e danneggiando gravemente l'altro; nell'area era presente il cacciatorpediniere lanciamissili Barry.. Il 12 maggio alcuni barchini posamine veloci di Muʿammar Gheddafi e una batteria costiera di lanciarazzi hanno attaccato alcune navi NATO che hanno bloccato l'accesso al porto di Misurata da parte dei gommoni governativi. Il cacciatorpediniere britannico HMS Liverpool (classe Type 42) ha aperto il fuoco con il cannone costringendo i barchini a ritirarsi e ha ridotto al silenzio i lanciarazzi.
A fine maggio 8 navi di Gheddafi sono state distrutte dalla NATO nel corso di un raid aereo notturno nel porto di Tripoli.
Anche le strutture di istruzione sono state rese inoperative dalla guerra civile; l'accademia navale di Janzur a tutto il 2011 è stata utilizzata per ospitare profughi in fuga verso l'Europa.

## La flotta dopo la guerra civile

### Fregate
1 × fregata classe Koni
- 212 Al Hani[10] Riallestimento in corso a Malta.[11]

### Dragamine
1× classe Natya

### Navi da sbarco
2x Polnocny-C
- 132 Ibn Ouf - avvistato a Tolone dove verrà riallestito[11]
- 134 Ibn Haritha - avvistato nel cantiere Cassar a Malta dove verrà riallestito[11][13]

## Infrastrutture navali

### Basi navali durante la guerra civile del 2011
- Homs (bombardata da aerei della coalizione internazionale il 20 maggio 2011)[14]
- Bengasi
- Misurata
- Tobruch
- Tripoli (bombardata da aerei della coalizione internazionale il 20 maggio 2011)[14]
- Derna
- Sirte (bombardata da aerei della coalizione internazionale il 20 maggio 2011)[14]

### Servizi di manutenzione e riparazioni
Servizi con tecnici stranieri sono presenti a Tripoli per la manutenzione e riparazione di navi fino a 6000 tonnellate di portata lorda; un bacino galleggiante di 3.200 tonnellate; bacini galleggianti a Bengasi e Tobruch.